# (34719) 2001 PW47
2001 بي دابليو 47 (ويعرف أيضًا باسم (34719) 2001 بي دابليو 47 وفق تسمية الكوكب الصغير) (بالإنجليزية: 2001 PW47)‏ هو كويكب ضمن حزام الكويكبات؛ وترتيبه 34719 من حيث الاكتشاف.
اكتُشف هذا الجُرم الفلكي بواسطة تعقب الأجرام القريبة من الأرض في 13 أغسطس 2001.

## وصلات خارجية
- (34719) 2001 PW47 في قاعدة بيانات مختبر الدفع النفاث لأجرام النظام الشمسي الصغيرة

- الاكتشاف · مخطط المدار ·  العناصر المدارية · المعلمات المادية

- (34719) 2001 PW47 على موقع ويكي سكاي: DSS2, SDSS, GALEX, IRAS, Hydrogen α, X-Ray, Astrophoto, Sky Map, Articles and images